# Suuri Lokkisaari
Suuri Lokkisaari är en ö i Finland. Den ligger i sjön Pielisjärvi och i kommunen Juga i den ekonomiska regionen  Joensuu ekonomiska region  och landskapet Norra Karelen, i den sydöstra delen av landet, 400 km nordost om huvudstaden Helsingfors. Öns area är 3,6 hektar och dess största längd är 450 meter i sydöst-nordvästlig riktning.